# Otyrar-TV
Otyrar-TV (russisch Отырар-TV) ist ein Fernsehsender in Kasachstan mit Sitz in Schymkent. Otyrar-TV ist ein regionaler Fernsehsender, der in der Stadt Schymkent sowie im Gebiet Türkistan sendet und fast 1,5 Millionen Zuschauer erreicht. Das Programm ist in kasachischer und russischer Sprache.
Er nahm seinen Sendebetrieb im Jahr 1992 zunächst unter dem Namen Kanal 5 auf. Zwei Jahre später wurde der Name in Caravan geändert, bevor er 1997 erneut geändert wurde. Seitdem sendet er 24 Stunden täglich unter dem Namen Otyrar-TV.
Im Programm werden Fernsehserien, Filme und Nachrichtenformate ausgestrahlt.